# Wheeling (Missouri)
Pour les articles homonymes, voir Wheeling.
Wheeling est une ville du comté de Livingston, dans le Missouri, aux États-Unis,. Située à l'est du comté, elle est fondée en 1865, baptisée en référence à la ville de Wheeling en Virginie-Occidentale, et incorporée en 1964.

## Démographie
Lors du recensement de 2010, la ville comptait une population de 271 habitants. Elle est estimée, en 2016, à 263 habitants.

### Source de la traduction
- (en) Cet article est partiellement ou en totalité issu de l’article de Wikipédia en anglais intitulé « Wheeling, Missouri » (voir la liste des auteurs).